# Корніфіція
Корніфіція (лат. Cornificia; близько 85 до н. е. — бл. 40 до н. е.) — давньоримська поетеса часів занепаду Римської республіки.

## Життєпис
Походив з роду Корніфіціїв. Належала до стану вершників. Донька Квінта Корнфіція, претора 67 або 66 року до н. е. Отримала гарну освіту. Про особисте життя відомо замало. Декілька разів виходила заміж. У 45 році до н. е. відмовилася одружуватися з Марком Ювенцієм Тальнахом, тому що той не був достатньо заможним. У 44 році до н. е. вийшла заміж за Комінія.
Відома перш за все своїми численними епіграмами, що відображали суспільні, політичні та побутові стосунки у тогочасному Римі. Деякі передані Цицероном у листах до Тита Помпонія Аттіка.